# Halbach (Gemeinde Fuschl)
Halbach oder Hallbach ist eine Rotte in der Gemeinde Fuschl am See im Nordosten des österreichischen Bundeslandes Salzburg.
Die Rotte befindet sich westlich von Fuschl und etwas oberhalb des südlichen Ufers des Fuschlsees. Durch den Ort führt die aus der Stadt Salzburg kommende Wolfgangsee Straße, die von Halbach am östlichen Seeufer entlang weiter nach Fuschl verläuft, dann südlich am Wolfgangsee vorbei führt und in Bad Ischl endet.